# Роквуд (Іллінойс)
Роквуд (англ. Rockwood) — селище (англ. village) в США, в окрузі Рендолф штату Іллінойс. Населення — 32 особи (2020).

## Географія
Роквуд розташований за координатами 37°50′13″ пн. ш. 89°41′30″ зх. д. / 37.83694° пн. ш. 89.69167° зх. д. (37.837063, -89.691776).  За даними Бюро перепису населення США в 2010 році селище мало площу 0,55 км², уся площа — суходіл.

## Демографія
Згідно з переписом 2010 року, у селищі мешкали 42 особи в 15 домогосподарствах у складі 10 родин. Густота населення становила 77 осіб/км².  Було 16 помешкань (29/км²).
Расовий склад населення:
| - 100,0 % — білих |

До двох чи більше рас належало 0,0 %. Частка іспаномовних становила 0,0 % від усіх жителів.
За віковим діапазоном населення розподілялося таким чином: 16,7 % — особи молодші 18 років, 69,0 % — особи у віці 18—64 років, 14,3 % — особи у віці 65 років та старші. Медіана віку мешканця становила 46,5 року. На 100 осіб жіночої статі у селищі припадало 110,0 чоловіків;  на 100 жінок у віці від 18 років та старших — 118,8 чоловіків також старших 18 років.
Середній дохід на одне домашнє господарство  становив 58 537 доларів США (медіана — 44 107), а середній дохід на одну сім'ю — 54 544 долари (медіана — 43 571). За межею бідності перебувало 20,6 % осіб, у тому числі 0,0 % дітей у віці до 18 років та 100,0 % осіб у віці 65 років та старших.
Цивільне працевлаштоване населення становило 37 осіб. Основні галузі зайнятості: мистецтво, розваги та відпочинок — 43,2 %, виробництво — 24,3 %, освіта, охорона здоров'я та соціальна допомога — 18,9 %.